# 얀 긴트베르
얀 긴트베르(Jan Gintberg, 1929년 12월 3일 ~ )는 덴마크의 희극인, 텔레비전 진행자이다.